# Chonocephalus pudicus
Chonocephalus pudicus är en tvåvingeart som beskrevs av Ronald Henry Lambert Disney 2005. Chonocephalus pudicus ingår i släktet Chonocephalus och familjen puckelflugor.
Artens utbredningsområde är Seychellerna. Inga underarter finns listade i Catalogue of Life.